# Grand Lisboa
Grand Lisboa (新葡京) — 47-этажный небоскрёб высотой 258 метров, самое высокое здание Макао. Отель построен в 2008 году в стиле постмодернизма (очертаниями напоминает цветок лотоса), стоимость проекта составила 386 млн долларов. Девелопером является компания SJM Holdings. Комплекс включает в свой состав 650 гостиничных номеров, открывшийся в 2006 году 8-этажный сферический подиум с казино, магазинами, ресторанами и барами, четыре подземных этажа, паркинг.
|        |          |           |
| Казино | Интерьер | Вестибюль |

Кроме Grand Lisboa в комплекс входят 19-этажное Casino Lisboa (в здании имеются одно из крупнейших в Макао казино, а также отель, семь залов для конференций, 13 ресторанов и шоу-кабаре) и 15-этажный Lisboa Hotel. 